# Sunday Bada
Sunday Bada, född 22 juni 1969 i Kwara, död 12 december 2011 i Lagos, var en nigeriansk friidrottare som tävlade i kortdistanslöpning.
Badas genombrott kom när han blev silvermedaljör på 400 meter vid inomhus-VM i Toronto 1993 med tiden 45,75. Han var även i final vid utomhus VM samma år då han slutade femma på tiden 45,11. Vid inomhus-VM 1995 slutade han åter tvåa denna gång på tiden 46,38. 
Vid utomhus-VM 1995 i Göteborg slutade han åtta på 400 meter däremot blev han bronsmedaljör på 4 x 400 meter. Hans sista stora framgång individuellt kom vid inomhus-VM 1997 då han vann guld på 400 meter på tiden 45,51 vilket var nytt afrikanskt rekord på distansen. 
Både vid VM 1997 och 1999 blev han utslagen innan finalen. Samma sak hände vid Olympiska sommarspelen 2000 där han emellertid blev silvermedaljör i stafett. 
Efter att ha misslyckats vid VM 2001 valde han att avsluta sin aktiva karriär.

## Personliga rekord
- 400 meter - 44,63